# Preisskat
Skatturniere in Form eines Preisskats sind in Deutschland sehr verbreitet. Sie werden meistens von Skatvereinen oder anderen ortsansässigen Vereinen ausgetragen, gelegentlich auch über das Internet.

## Regeln
Alle Teilnehmer entrichten ein Startgeld, das am Ende der Veranstaltung in Form von Preisen wieder ausgeschüttet wird. Gespielt wird dabei nach vorher festgelegten Skatregeln. Ein Preisskat sollte, damit die Regeln nicht überall unterschiedlich sind, nach den internationalen Skatregeln gespielt werden. Diese Regeln sind von den beiden größten Skatverbänden, dem Deutschen Skatverband (DSkV) und der International Skat Players Association (ISPA), zusammen verabschiedet worden.
Auf einem Preisskat wird entweder nach einem vorher festgelegten Setzplan, mittels Auslosung oder durch Setzen nach Punktestand (ab der zweiten Serie) die Tischbesetzung ermittelt.
Für ein verlorenes Spiel hat der Alleinspieler, zusätzlich zum Startgeld, ein sogenanntes „Abreizgeld“ von circa 0,50 € zu bezahlen. Ab einer höheren Anzahl verlorener Spiele (in der Regel ab dem vierten) kostet jedes verlorene Spiel einen höheren Betrag (circa 1,- €). Eingepasste Spiele können auch mit einer Strafgebühr berechnet werden. Die Abreizgelder kommen in der Regel in die Kasse des Turnierausrichters und werden nicht über die Preisverteilung wieder ausgeschüttet.
Sieger eines Turniers ist derjenige Spieler, der die meisten Punkte erspielt hat. Zudem gibt es oft zusätzliche Preise für die Besten in den Kategorien Damen, Jugendliche und Senioren.
Zusätzlich zu der obligatorischen Einzelwertung kann es durchaus weitere Wertungen im Rahmen eines Preisskats geben, für die dann ein gesondertes Startgeld erhoben wird. Die Teilnahme daran ist in der Regel freigestellt und hat keinen Einfluss auf die Einzelwertung. Zu den am häufigsten vorkommenden Varianten zählen hier Mannschaftswertung (in der Regel vier Spieler) und Tandem- beziehungsweise Mixedwertung (zwei Spieler).
Preisskat zählt gemeinhin nicht zu den Glücksspielen im Sinne des § 284 StGB und darf deshalb um Geld gespielt werden. Dies rührt daher, dass Preisskat ein turniermäßig veranstaltetes Spiel ist, das genügend lang stattfindet, um eine Kategorisierung als Glücksspiel ausschließen zu können.